# Что так сердце растревожено
«Что так се́рдце растрево́жено» («Рома́нс Ла́пина») — популярная песня композитора Тихона Хренникова на стихи Михаила Матусовского, написанная для кинофильма «Верные друзья» режиссёра Михаила Калатозова, вышедшего на экраны в 1954 году.

## История
Что так сердце, что так сердце растревожено,

Словно ветром тронуло струну?

О любви немало песен сложено,

Я спою тебе, спою ещё одну.

По дорожкам, где не раз ходили оба мы,

Я брожу, мечтая и любя.

Даже солнце светит по-особому

С той минуты, как увидел я тебя.

Все преграды я смогу пройти без робости,

В спор вступлю с невзгодою любой.

Укажи мне только лишь на глобусе

Место скорого свидания с тобой.
Съёмки фильма «Верные друзья» начались летом 1953 года, а его выход на экраны состоялся в 1954 году. Режиссёром был Михаил Калатозов, сценаристами — Александр Галич и Константин Исаев, композитором — Тихон Хренников, а тексты для прозвучавших в фильме песен написал поэт Михаил Матусовский. Вспоминая о работе с Хренниковым над песнями для этого фильма, Матусовский писал, что первые две песни — «Лодочка» («Плыла, качалась лодочка по Яузе-реке…») и «Что так сердце растревожено» — дались им сравнительно легко, в отличие от третьей — «Песни о мелях», которая потребовала значительно бо́льших усилий.
В фильме рассказывается о трёх друзьях, которые в детстве мечтали отправиться в путешествие по реке на плоту, а через три десятилетия решили реализовать свою давнюю мечту. К этому времени они уже стали солидными, достигшими успехов в работе людьми — академик-архитектор Василий Нестратов (актёр Василий Меркурьев), известный хирург Борис Чижов (Борис Чирков) и профессор-животновод Александр Лапин (Александр Борисов). Во время путешествия, когда мимо их плота проплывает большой белый теплоход, Лапину кажется, что на его палубе стоит давно им любимая и любящая его женщина — Наталья Калинина (актриса Лилия Гриценко), с которой он расстался несколько лет назад. Полагая, что её образ ему почудился, тем не менее, под воздействием нахлынувших чувств и воспоминаний, он исполняет под гитару романс «Что так сердце растревожено», не зная, что его любимая действительно находится на теплоходе, слышит звуки знакомой песни и пытается разглядеть, кто её поёт. Юлия Рыбакова, автор биографии Александра Борисова, так описывала этот эпизод: «Голос Борисова звучал за кадром, а сам Лапин стоял в это время на плоту с гитарой в руках, глядя на бесконечную реку, обвеваемый легкомысленным ветерком. И та же река, словно посмеиваясь, совсем рядом несла его возлюбленную, казавшуюся ему такой недоступной. И тот же ветер весело играл её платьем».
Сначала натурные съёмки проходили на реке Оке, недалеко от Тарусы, а затем съёмочная группа переместилась к Дону, в Ростовскую область. Актёр Борис Чирков вспоминал: «До сих пор помню эпизод, где был занят один Борисов. Мы сидели на берегу Дона и смотрели, как маленький буксир, примериваясь, таскал по реке плот с шалашом. На плоту сидел Александр Фёдорович с гитарой. На палубе суетились операторы, осветители. Буксир скрылся за поворотом реки. Мы перестали разговаривать. Вдруг услышали: „Что так сердце, что так сердце растревожилось?“ И голос Борисова заполнил всё пространство вокруг. И у всех защемило сердце. Сколько бы лет ни прошло, я буду помнить эту песню, тихий Дон и осенний день».
После выхода на экраны фильм «Верные друзья» стал одним из лидеров кинопроката 1954 года — его посмотрело 30,9 миллионов зрителей (седьмое место по итогам года). Песня «Что так сердце растревожено» тоже приобрела большую популярность — её очень часто транслировали по радио по заказам радиослушателей.

## Исполнители
За свою историю, начиная с исполнения Александра Борисова в фильме «Верные друзья», песня «Что так сердце растревожено» входила в репертуар многих известных певцов и певиц, таких как Георг Отс, Евгений Кибкало, Муслим Магомаев, Дмитрий Гнатюк, Сергей Захаров, Иосиф Кобзон, Лариса Долина, Сергей Беликов, Василий Герелло, Олег Погудин, группа «Ноль» и другие.